# The Answered Prayer (film 1913)
The Answered Prayer è un cortometraggio muto del 1913. Il nome del regista non viene riportato nei credit del film che, prodotto dalla Kalem, fu interpretato da Hazel Neason, George Cooper e Ralph B. Mitchell.

## Produzione
Il film fu prodotto dalla Kalem Company.

## Distribuzione
Distribuito dalla General Film Company, il film uscì nelle sale cinematografiche USA il 21 marzo 1913.
Nelle proiezioni, veniva programmato con il sistema dello split reel, accorpato in un'unica bobina con un altro cortometraggio prodotto dalla Kalem, il documentario The Celery Industry in Florida.